# عبد اللطيف الخشن
عبد اللطيف الخشن هو شاعر وكاتب لبناني مهجري في الأرجنتين. أسس جريدة «العالم العربي» في 1934 في بوينس آيرس في الأرجنتين. يتميز شعره بالنقد الاجتماعي وبالفكاهة. له الديوان الشعري «أصفار على اليسار» وكتاب «عروة الاتحاد بين أهل الجهاد» الذي جمع فيه مقالاته.

## النشأة والمسيرة
ولد عبد اللطيف بن محمد علي الخشن في قرية سحمر في البقاع في لبنان. درس في المدرسة المحسنية العثمانية التي أسسها محسن الأمين في دمشق ثم تعلم بعد ذلك في مدرسة عنبر لمدة عامين. هاجر في 1924 إلى بوينس آيرس في الأرجنتين ليلتحق بشقيقه. اشتغل بالصحافة حيث كان رئيس تحرير جريدة «الفطرة» من 1928 إلى 1934 وأنشأ في 1934 جريدة «العالم العربي» في بوينس آيرس. كان عضوا في الرابطة الأدبية وهي جمعية ادبية تعنى بالأدب العربي في الأرجنتين. ألف ديوان «أصفار على اليسار» وجمع مقالاته في كتاب «عروة الاتحاد بين أهل الجهاد». يتسم شعره بالنقد والسخرية والفكاهة وقال عنه الناقد ماجد الحكواتي بأنه «شاعر مقل، يميل شعره إلى الفكاهة والنقد الاجتماعي، وفي شعره عفوية وبساطة». قلده رئيس وزراء سوريا صبري العسلي وسام الاستحقاق السوري في 1958.

### علاقته بإيلي كوهين
زار الجاسوس الإسرائيلي إيلي كوهين في مايو 1961 مقر جريدة «العالم العربي» ليشترك بها أين التقى بعبد اللطيف الخشن. وشاهد الخشن إيلي كوهين يحضر الحفلات الاجتماعية وحفلات في السفارات العربية ويتردد على النوادي العربية وخاصة «نادي الشباب العربي». وحوكم ابنه كمال الخشن في قضية الجوسسة من قبل كوهين.

## الجوائز والتكريم
- وسام الاستحقاق السوري، 1958

## أعماله
- أصفار على اليسار، بوينس آيرس، 1968 (شعر)
- عروة الاتحاد بين أهل الجهاد (مقالات)

## اُنظر أيضا
- الرابطة الأدبية
- صحافة المهجر
- شعراء المهجر
- قائمة أدباء المهجر اللبنانيين